# داريو رودريغيز
داريو رودريغيز (بالإسبانية: Darío Rodríguez)‏ (مواليد 17 سبتمبر 1974) هو لاعب كرة قدم. يلعب مع منتخب الأوروغواي لكرة القدم. سبق له أن لعب في كأس العالم لكرة القدم مع منتخب بلاده.

## روابط خارجية
- داريو رودريغيز على موقع قاعدة بيانات كرة القدم.إي يو (الإنجليزية)
- داريو رودريغيز على موقع بيانات كرة القدم. دي إي (الألمانية)
- داريو رودريغيز على موقع ناشيونال فوتبول تيمز (الإنجليزية)
- داريو رودريغيز على موقع Soccerway.com (الإنجليزية)
- داريو رودريغيز على موقع عالم كرة القدم.نت (الإنجليزية)